# Most Stągiewny
Most Stągiewny (niem. Milchkannenbrücke) – most w Gdańsku nad Nową Motławą.

## Opis

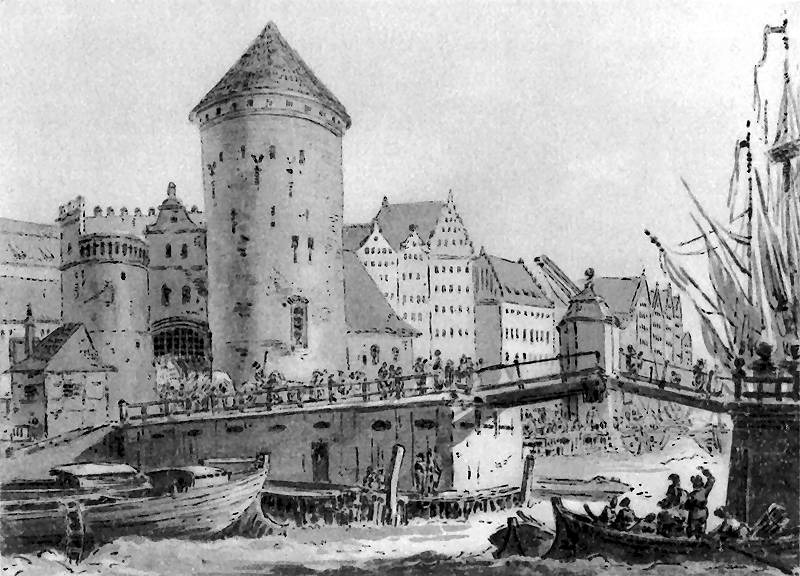
Brama Stągiewna i Most Stągiewny, ok. 1790

Most łączy od wschodu Wyspę Spichrzów z Długimi Ogrodami.
Przy moście znajduje się zabytkowa Brama Stągiewna. Kształt jej baszty kojarzył się dawnym Gdańszczanom ze stągwiami. Stąd wzięła się nazwa zarówno mostu, jak i ulicy Stągiewnej, która rozpoczyna się na zachodnim przyczółku mostu. Na wschodnim przyczółku znajduje się skrzyżowanie ulic Szafarnia, Długie Ogrody i Szopy.
Most ma nośność 40 t, choć znajduje się w strefie ulic z zakazem wjazdu dla pojazdów powyżej 3,5 t masy całkowitej.
W 1456 wzmiankowano w tym miejscu most nad miejską fosą. W 1576, po przekopaniu Nowej Motławy, wybudowano w tym miejscu most zwodzony. W XVII w. podnoszono go za pomocą łańcuchów opartych na czterech pylonach. W XVIII wieku został przebudowany, a mechanizmy podnoszenia ukryto w przyczółkach. Do obsługi mostu potrzebnych było jednocześnie osiem osób. Z uwagi na intensywny ruch w czasie targów w mieście, w soboty otwierano go w godzinach popołudniowych. W 1864 most przebudowano na obrotową konstrukcję stalową, a w 1885 poprowadzono tędy linie tramwajów konnych. Tramwaj elektryczny z Głównego Miasta na Stogi skierowano przez most dopiero w 1925. W 1911 i 1933 miały miejsce kolejne przebudowy, a w 1937 dotychczasowy most zastąpiono szerszym o 3 m mostem klapowym. W 1945 zdemontowano szyny tramwajowe, a w 1973 przebudowano most na stały.
5 lipca 2022 zrekonstruowany kosztem 3,5 mln zł most oddano do użytku pieszych, a 3 sierpnia 2022 miało miejsce jego oficjalne otwarcie. Po modernizacji most nawiązuje wyglądem do mostu Schwedlera, który łączył brzegi Motławy w latach 1883-1926 i z którego wykorzystano istniejące przyczółki i dawną komorę maszynową.